# Накамура Кенго
Накамура Кенго (яп. 中村 憲剛, нар. 31 жовтня 1980, Кодайра) — японський футболіст, півзахисник клубу «Кавасакі Фронталє» та національної збірної Японії.

## Клубна кар'єра
У дорослому футболі дебютував 2003 року виступами за команду клубу «Кавасакі Фронтале», кольори якої захищає й донині. З 2006 по 2009 рік входив до символічної збірної Джей-ліги.

## Виступи за збірну
2006 року дебютував в офіційних матчах у складі національної збірної Японії. 
У складі збірної був учасником кубка Азії з футболу 2007 року, що проходив у чотирьох країнах відразу, чемпіонату світу 2010 року у ПАР, та розіграшу Кубка конфедерацій 2013 року у Бразилії.
Наразі провів у формі головної команди країни 68 матчів, забивши 6 голів.

## Статистика
Статистика виступів у національній збірній.
| Збірна Японії | Збірна Японії | Збірна Японії |
| Роки          | Ігри          | голи          |
| ------------- | ------------- | ------------- |
| 2006          | 3             | 1             |
| 2007          | 13            | 0             |
| 2008          | 13            | 2             |
| 2009          | 12            | 2             |
| 2010          | 11            | 0             |
| 2011          | 4             | 1             |
| 2012          | 7             | 0             |
| 2013          | 5             | 0             |
| Усього        | 68            | 6             |

## Титули і досягнення
- Чемпіон Японії: 2017, 2018, 2020
- Володар Кубка Імператора Японії: 2020
- Володар Кубка Джей-ліги: 2019
- Володар Суперкубка Японії: 2019
- У символічній збірній Джей-ліги (4): 2006, 2007, 2008, 2009
- Японський футболіст року: 2016